# Avançon (rio)
Avançon ou Avençon é um rio na Suíça, afluente da margem direita do Rio Ródano.